# پاپ الکساندر یکم
پاپ الکساندر یکم (به لاتین: Alexander I) یکی از پاپ‌های کلیسای کاتولیک (اسقف رم) بود که در رم به دنیا آمد و بین سال‌های ۱۰۷ میلادی تا زمان مرگش در سال ۱۱۵ میلادی پاپ بود.

## زندگی‌نامه
گفته می‌شود او در یکی از مناطق شهر رم در خانواده ای اشرافی و دورانی نسبتاً آرام به دنیا آمد و هم نام پدر خود شد.
به نوشته یوسیبوس قیصریه، الکساندر یکم در دوازدهمین سال از سلطنت تراژان به عنوان ششمین (گاهی پنجمین) فرد به مقام پاپی رسید و ده سال و هفت ماه و دو روز در این مقام بود تا اینکه در سومین سال از سلطنت هادریانوس درگذشت. منبع دیگری در تاریخ‌نگاری مسیحیت، این مدت را یازده سال و دو ماه و یک روز ذکر می‌نماید. منابعی هفت سال نیز آورده‌اند. به همین جهت دوره دقیق پاپی او مشخص نیست. آورده شده‌است که هنگامی که پاپ شد تنها بیست و چند سال سن داشته‌است.
بر اساس کتاب پاپ‌ها، این الکساندر یکم بود که روایت شام آخر را وارد آیین عشای ربانی کرد. با این وجود، دانشنامه کاتولیک این عقیده صحیح نمی‌داند. این موضوع محصول تلاش کتاب پاپ‌ها که این بخش از آن احتمالاً در اواخر سده پنجم میلادی به نگارش درآمده، برای نشان دادن الگویی باستانی از پاپ‌های اولیه که با فرمان پاپی بر کلیسا حکم می‌راندند، تلقی می‌شود.
ابداع رسومات استفاده از آب برکت داده شده آمیخته به نمک، برای تطهیر خانه مسیحیان از نفوذ شرارت و همچنین مخلوط کردن آب با شراب مقدس به پاپ الکساندر یکم نسبت داده می‌شود. برخی این نسبت بخشیدن را نیز غیر محتمل می‌دادند. به هر روی ممکن است الکساندر یکم نقش مهمی در شکل‌گیری اولیه سنن عبادی و اداری کلیسای رم داده باشد.
اسطوره ای وجود دارد که بر اساس آن در دوران سلطنت هادریانوس، الکساندر یکم یکی از حاکمان محلی رومی به اسم هرمس را به همراه همه اعضای خاندانش که شمار آن‌ها به ۱۵۰۰ تن می‌رسید، به طریق معجزه به کیش مسیحیت وارد ساخته‌است. از همین دست اسطوره‌ها نقل شده‌است که او عیسی را به شکل نوزاد به چشم خود دیده‌است.
اطلاعات چندان دیگری از زندگی الکساندر یکم در دست نیست. گاهی الکساندر یکم با شخص هم نام دیگری اشتباه گرفته می‌شود. کلیسای کاتولیک او را در شمار شهدا و قدیسان مسیحیت قلمداد می‌کند. در نحوه مرگ او نیز اختلاف نظر وجود دارد. زده شدن گردن، به چارمیخ کشیده شدن، زنده سوزانده شدن یا ترکیبی از آن‌ها در مورد شیوه قتل او توسط حاکمان رومی آن دوران نقل شده‌است. در مورد دلیل قتل او نیز عصبانیت هادریان از گرویدن هرمس و خاندانش به مسیحیت یا تبلیغ و موعظه علنی الکساندر یکم سخن به میان آورده‌اند. ادعاهایی وجود دارد که بقایای جسد او در سده نهم میلادی به بایرن منتقل شده‌است.
در سال ۱۸۵۵ میلادی، سه جنازه بی سر در قبرستانی در رم کشف شد که عده ای آن‌ها را به الکساندر یکم و دو تن از نزدیکانش منتصب کردند. افراد دیگری این انتصاب را باطل دانسته‌اند.